# 선산 철로

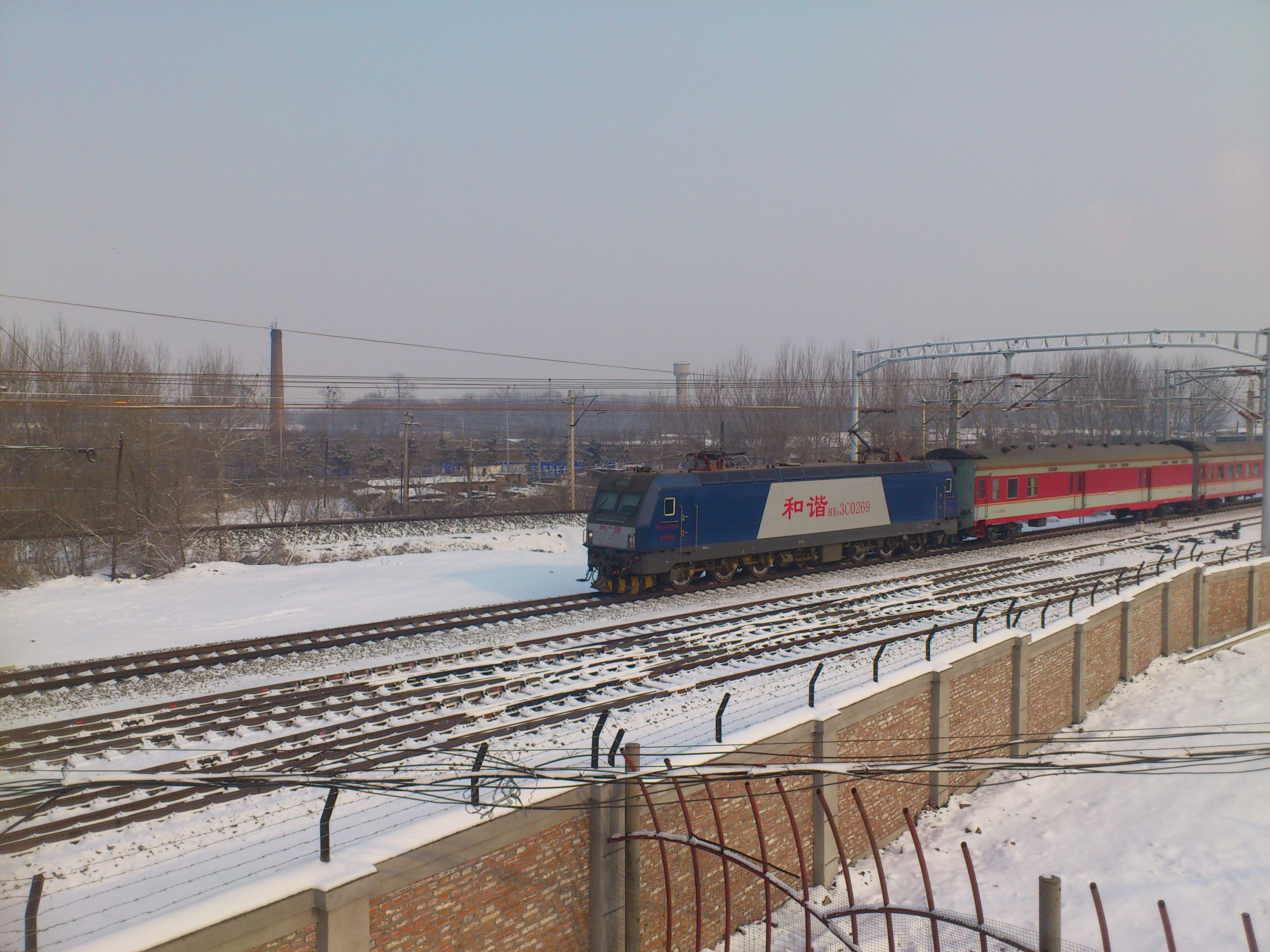

선산 철로(중국어 간체자: 沈山铁路, 정체자: 瀋山鐵路)는 랴오닝성 선양시와 허베이성 친황다오 시 산하이관 구를 연결하는, 중화인민공화국의 철도 노선이다. 현재 본선은 화물수송량이 가장 많은 노선 중의 하나이다.

## 노선 정보
- 구간과 거리: 산하이관 역-선양 역 439.1km
- 궤도간격: 1435mm(표준궤)
- 전철화구간: 전구간(25kV 50Hz 교류)

## 연혁
현재의 구간은 1881년에 착공된 탕쉬선(唐胥線)이 연장되면서 형성된 노선으로 1912년에 臨楡(산하이관)에서 선양 북역 구간의 개통으로 완성되었다. 만주국이 성립된 이후에는 본선의 명칭은 펑산 선(奉山線)이 되었다. 2006년 12월 31일에는 징하 철로의 노선이 최고속도 250km/h 급인 친선 여객전용선(秦瀋旅客専用線) 경유로 변경되었고 동시에 산하이관 역부터 선양 역까지의 구간은 선산 철로로 개칭되었다.

## 접속노선
- 산하이관 역: 징하 철로, 진산 철로, 친선 여객전용선
- 진저우역: 진청선(錦承線)
- 꺼우방쯔역: 꺼우하이선(溝海線)
- 따후산역: 따정선(大鄭線)
- 선양 역: 선다 철로, 선지 철로, 선단 철로, 징하 철로

## 같이 보기
- 징하 철로
- 남만주철도(일본어문서)